# بقلة زعفرانية (سمك)
بقلة زعفرانية (الاسم العلمي: Eleginus gracilis)، نوع من جنس الجينوس وفصيلة الغادسيات. لونها رمادي غامق إلى البني، مع وجود بقع على جانبيها مع شحوب نحو البطن، قد ينمو إلى 60 سم. ويصل وزنه إلى 1.3 كجم.
يمتد موطنها من شمال المحيط الهادئ، من كوريا وبحر أوخوتسك في الغرب إلى شمال خليج ألاسكا وشرق جزيرة البنوك في الشرق. ويوجد عادًة في المياه الساحلية الضحلة التي يقل عمقها عن 60 متراً، ولكن يمكن العثور عليه أيضًا في أعماق تصل إلى 200 متر. قد يدخل سمك الزعفراني أيضًا في المياه المسوسة وحتى العذبة، ويوجد في أنهار وجداول بعيدة جدًا، ولكنه يظل داخل مناطق تأثير المد والجزر.